# 厚見峻
厚見 峻（あつみ たかし、1921年（大正10年）11月23日 - 1941年（昭和16年）12月8日）は、日本の海軍軍人。第2期海軍甲種飛行予科練習生。空母「蒼龍」戦闘機搭乗員として真珠湾攻撃に参加。戦死による二階級特進で最終階級は海軍少尉。

## 来歴
埼玉県北葛飾郡幸松村（現・春日部市）に、7男3女の末っ子として生まれた。
粕壁小学校を経て埼玉県立粕壁中学校（現・埼玉県立春日部高等学校）に学び、1938年（昭和13年）4月1日、第2期海軍甲種飛行予科練習生として横須賀海軍航空隊に入隊した。海軍航空隊への入隊に先立ち、厚見は母に「母さん、これで僕の第一希望は達せられた。この上は戦闘機に乗りたいと思います。そして戦運に恵まれて、敵機をたたき落としたいと思います。そのほかには、名誉も金もいりません」と言って横須賀に向かった。
1939年（昭和14年）3月1日、霞ヶ浦海軍航空隊に転じ、同年12月22日大分海軍航空隊付となる。
1940年（昭和15年）5月18日、大村海軍航空隊付。同年10月21日、空母「蒼龍」に乗艦する。1941年（昭和16年）10月1日海軍一等飛行兵曹（一飛曹）に任ぜられる。
1941年（昭和16年）12月8日（現地時間12月8日）、第2次攻撃隊の第3集団第3制空隊第3中隊第1小隊（隊長・飯田房太大尉）の2番機（零戦）として真珠湾攻撃に参加。米軍機と交戦中に墜落、戦死した。目撃した藤田怡与蔵中尉（同第2小隊）は『真珠湾攻撃の真実』の中で、次のように回想している。
1942年（昭和17年）4月10日、連合艦隊司令長官山本五十六大将の感状を受け、2階級特進となる。同年10月15日勲七等功五級を受章。

## 人物
明朗で機敏だった厚見峻は隊長の飯田房太にかわいがられた。『飯田中佐伝』には以下のように記されている。
「隊長飯田大尉は、この若い戦闘機乗りを肉親のごとく愛した。あるとき厚見青年が下士官戦技において、優勝したことがあった。このとき飯田隊長は非常に喜んで、自分の寝衣を着せてだいて寝たことがあった。またある時は、飯田隊長が一人で腕組みをしていることがあった。そこへ厚見一曹が通りかかると、『厚見、歌を教えるからこいよ』と呼びとめられ、歌を教わったこともあった」
1941年9月の初旬ごろに厚見は帰宅した。玄関の「『母さん、ただいま』という声に母が奥から出ると、表座敷の縁べりに厚見がにこにこしながら腰をおろしていた。この時の休暇は短かかった。この休暇中厚見は別に何を語るでもなく、家の周囲を回り歩いて、自分の植えた植木を眺めて回ったり、母の手伝いに時を過ごしたりした。『枇杷咲けり不朽の動樹てし日に』という句を残している。